# 鴨飯
鴨飯（かもめし、ヤーファン、簡体字：鸭饭、繁体字：鴨飯、ピンイン：yā fàn）あるいはダックライス（英語:duckrice）あるいはインドネシア語でNasi bebekとは、東南アジア沿海部の華僑がよく食す、鴨肉の煮込みまたはローストと白米を合わせた料理。鴨肉の煮込みは通常、ヤム芋や海老と一緒に調理されるが、ただ白米と濃い味のソースだけで調理して出されたり、副菜として煮込んだゆで卵や塩漬け野菜、硬い豆腐などが加えられることもある。また、潮州風骨なし鴨飯は、鴨飯と似たような料理ではあるものの、硬い食感が特徴の鴨肉を芸術的に骨から切り離し、食べやすいように薄切りにし、ソースを肉に染み込みやすくしている点でより洗練されている。海南鶏飯などその他の似たような料理も、潮州風骨なし鴨飯の特長を真似ている。
シンガポールでは、同国全土のフードセンターでこの料理がよく見られる。
タイでは、この料理はカオナーペッド（ข้าวหน้าเป็ด; 原義は「ご飯に鴨をのせたもの」）と呼ばれ、屋台やショッピングモール内の飲食店で売られている。首都バンコクでは、ジャルンクルン通りにある「バングラック」が鴨飯の専門店として知られている。また、ローストした赤豚や中華ソーセージを特製のグレイビーソースと混ぜて他の料理に応用した「カオ・チェ・ポー（ข้าวเฉโป）」や「カオ・シア・ポー（ข้าวเสียโป）」（ギャンブルアウェイライス）と呼ばれる料理もあり、潮州料理の一種であると考えられている 。